# Liste der Kulturdenkmäler im Landkreis Hersfeld-Rotenburg

Kommunen im Landkreis Hersfeld-Rotenburg

Die Liste der Kulturdenkmäler im Landkreis Hersfeld-Rotenburg enthält die Kulturdenkmäler im Landkreis Hersfeld-Rotenburg. Rechtsgrundlage für den Denkmalschutz ist das Denkmalschutzgesetz in Hessen.
Sie lässt sich nach den kreisangehörigen Kommunen gliedern:
- Liste der Kulturdenkmäler in Alheim
- Liste der Kulturdenkmäler in Bad Hersfeld
- Liste der Kulturdenkmäler in Bebra
- Liste der Kulturdenkmäler in Breitenbach am Herzberg
- Liste der Kulturdenkmäler in Cornberg
- Liste der Kulturdenkmäler in Friedewald
- Liste der Kulturdenkmäler in Hauneck
- Liste der Kulturdenkmäler in Haunetal
- Liste der Kulturdenkmäler in Heringen
- Liste der Kulturdenkmäler in Hohenroda
- Liste der Kulturdenkmäler in Kirchheim
- Liste der Kulturdenkmäler in Ludwigsau
- Liste der Kulturdenkmäler in Nentershausen
- Liste der Kulturdenkmäler in Neuenstein
- Liste der Kulturdenkmäler in Niederaula
- Liste der Kulturdenkmäler in Philippsthal
- Liste der Kulturdenkmäler in Ronshausen
- Liste der Kulturdenkmäler in Rotenburg an der Fulda
- Liste der Kulturdenkmäler in Schenklengsfeld
- Liste der Kulturdenkmäler in Wildeck